# Minervaldis Jursevskis
 Miervaldis ‘Walter’ Jursevskis  (Riga, 1921 – Burnaby, 2014) és un mestre d'escacs letó-canadenc
Jursevskis va aprendre a jugar a escacs del seu pare quan tenia sis o set anys, i va aconseguir nombrosos èxits, inclosa la victòria als campionats de Riga i Jurmala en una ocasió. Va estudiar arquitectura a la Universitat de Riga durant quatre anys, tot i que després va decidir concentrar-se en l'art.
El maig del 1945, va deixar Riga per mar, tot just abans de l'arribada de les forces soviètiques. Va desembarcar a Kiel, i va romandre els següents dos anys en diversos camps de refugiats alemanys. Com a refugiat de la Segona Guerra Mundial, va jugar en alguns petits torneigs internacionals, entre d'altres: Blomberg i Lübeck (ambdós el 1945), Meerbeck (1946), i Hanau (1947). En aquests esdeveniments, Jursevskis es va enfrontar a nombrosos forts jugadors de les Repúbliques bàltiques també refugiats i a mestres alemanys i austríacs, d'entre els quals són destacables Iefim Bogoliúbov, Friedrich Sämisch, Ludwig Rellstab, Elmars Zemgalis, Lucijs Endzelins, Romanas Arlauskas, i Karlis Ozols.
El 1948 Jursevskis va emigrar al Canadà. Cap al 1949 es va establir a Vancouver. Va guanyar el Campionat de la Colúmbia Britànica sis cops (1949, 1950, 1954-57). Va participar en tres Campionats del Canadà (1951, 1955, 1957), on el seu millor resultat va ser a Vancouver 1957 on va assolir el tercer lloc, darrere Povilas Vaitonis i Géza Füster.